# Jean de Bouquetot
 (novembre 2017).
Si vous disposez d'ouvrages ou d'articles de référence ou si vous connaissez des sites web de qualité traitant du thème abordé ici, merci de compléter l'article en donnant les références utiles à sa vérifiabilité et en les liant à la section « Notes et références ».
Jean de Bouquetot, mort  en  1419 à Rome, est un évêque français du XVe siècle.

## Biographie
Jean de Bouquetot est docteur en droit. Il est moine dans l'abbaye de Saint-Riquier et abbé de l'  abbaye de Saint-Wandrille. En 1412 il devient évêque de Bayeux. Il est aussi référendaire de Martin V et visite peu son diocèse.